# Соуза, Виктор Иринеу де
Виктор Иринеу де Соуза (порт.-браз. и итал. Victor Irineu De Souza; 3 апреля 1989, Белу-Оризонти) — бразильский футболист, имеющий также итальянское гражданство.
Играл в бразильском клубе «Вилла-Нова» и итальянских «Монца», «Пескара» и «Фрозиноне».
8 апреля 2010 года Вито подписал контракт с пермским «Амкаром». Дебютировал в составе основной команды Вито 2 мая в матче со «Спартаком», а в стартовом составе впервые появился в матче 11 тура чемпионата России против московского «Локомотива». 2 августа 2010 по взаимному согласию расторг контракт с пермским «Амкаром».